# Луиш ди Оливейра Гонсалвиш
Луиш де Оливейра Гонсалвеш (на португалски: Luís de Oliveira Gonçalves, изговаря се Луиш ди Оливейра Гонсалвиш) е анголски треньор по футбол. Наричан понякога Професора.
Роден е на 22 юни 1960 г. Треньор на Спортинг Басибера, където е забелязан от Анголската футболна федерация. Ръководи младежкия национален отбор на Ангола (2001-2003) преди да поеме мъжкия национален отбор на страната (2003). Успява да класира Ангола на световните футболни финали през 2006 г. в Германия. Въпреки че в квалификациите Ангола е в една група със силния Национален отбор по футбол на Нигерия, Ангола се класира за сметка на Нигерия.